# Сан-Томе и Принсипи на Паралимпийских играх
Сан-Томе и Принсипи на Паралимпийских играх впервые приняли участие в 2016 году на летних Играх в Рио-де-Жанейро. На зимних Играх делегация Сан-Томе и Принсипи участия пока не принимала. Медалей на Играх спортсмены Сан-Томе и Принсипи пока не завоевали.